# Джузеппе Ґандіні
Джузеппе Ґандіні (італ. Giuseppe Gandini; 5 березня 1972, Феррара, Італія) — італійський актор та режисер.

## Життєпис
Джузеппе Ґандіні закінчив театральну школу Етуале.

## Фільмографія
| Рік       |    | Українська назва     | Оригінальна назва          | Роль                     |
| --------- | -- | -------------------- | -------------------------- | ------------------------ |
| 1996      | с  | Позітано             | Positano                   | епізодична роль          |
| 1998      | ф  | Вечеря               | La cena                    | епізодична роль          |
| 1998      | ф  | Віола цілує всіх     | Viola bacia tutti          | кав'ярник                |
| 2003      | ф  | Найкращі з молодих   | La meglio gioventu         | радник                   |
| 2005      | ф  | Підручник кохання    | Manuale d'amore            | Джорджіо                 |
| 2005      | тф | Королева квітів      | Regina dei fiori           | партнер                  |
| 2006      | с  | Інспектор Коліандро  | L'ispettore Coliandro      | Стефаніно                |
| 2006      | с  | Відділок поліції     | Distretto di Polizia       | Ґрімальді, адвокат       |
| 2007      | ф  | Сто цвяхів           | Centochiodi                | листоноша (озвучення)    |
| 2007—2009 | с  | 7 життів             | 7 vite                     | Леопольдо Фарделлі       |
| 2009      | ф  | Манатки з Китаю      | Cenci in Cina              | менеджер банку           |
| 2010      | ф  | Їсти молитися кохати | Eat Pray Love              | Лука Спаґґеті            |
| 2010      | с  | Усі батьки Марії     | Tutti i padri di Maria     | Ренато                   |
| 2011      | ф  | Сінна лихоманка      | Febbre da fieno            | Стефано                  |
| 2016      | ф  | У пошуках Фелліні    | In Search of Fellini       | Антоніо                  |
| 2017      | мс | Мія та я             | Mia and Me                 | Містер Монті (озвучення) |
| 2016      | с  | Дон Маттео           | Don Matteo                 | Фустіноні                |
| 2017      | ф  | Усі гроші світу      | All the Money in the World | італійський журналіст    |
| 2019      | с  | 1994                 | 1994                       | П'єркамілло Давіґо       |
| 2019      | с  | Величні Медічі       | Medici                     | епізодична роль          |
| 2020      | с  | Курон                | Curon                      | Маттео                   |

## Премії та номінації
| Рік  | Категорія                                              | Фільм                       | Результат |
| ---- | ------------------------------------------------------ | --------------------------- | --------- |
| 1999 | Срібна стрічка за найкращу чоловічу роль другого плану | «Вечеря» (1998)             | Перемога  |
| 1995 | Срібна стрічка найкращому режисеру короткого фільму    | «Міф про реальність» (1994) | Перемога  |